# ひみつ戦隊ゴレンジャーごっこ
『ひみつ戦隊ゴレンジャーごっこ』（ひみつせんたいゴレンジャーごっこ）は、石ノ森章太郎（当時、石森章太郎）の漫画。
『週刊少年サンデー』（小学館）1975年18号から1976年23号にて連載された。当初は特撮テレビ番組『秘密戦隊ゴレンジャー』の漫画版としてタイトル・内容とも番組に準拠したものであったが、1975年第33号より本物のゴレンジャーに憧れた5人の少年少女が「ゴレンジャーごっこ」をするというギャグマンガに変更された。石ノ森は『ゴレンジャー』について、まんがよりもテレビでこそ生きるキャラクターであると評している。
石ノ森による連載は小学館の学年別学習雑誌『小学五年生』1975年4月号から1976年2月号まででも行われた。単行本では『週刊少年サンデー』版とともに『小学五年生』版も併録しているほか、第1話は『週刊少年サンデー』版と『小学五年生』版を組み合せたものとなっている。
本項目では、同時期に連載された他の作者による『秘密戦隊ゴレンジャー』の漫画版についても記述する。

## 『秘密戦隊ゴレンジャー』
連載当初は「SFスパイアクション」と銘打たれていた。キャラクターなどはおおむねテレビ版に準拠しているが、総司令の名が大江戸博士である、海城の父がイーグルの指揮官であったなど細部は異なっている。
連載時にはサブタイトルはなく、単行本でもサンワイドコミックス版のみサブタイトルが存在する。

### 登場人物
海城剛 / アカレンジャー
海城道場の師範代。父からアカレンジャーに任命され戸惑うが、黒十字軍に父を殺害され復讐のためゴレンジャーとなる。
新命明 / アオレンジャー
大岩大太 / キレンジャー
ペギー松山 / モモレンジャー
テレビ版と異なり普段はカレーハウスゴンのウエイトレスを勤めている。
明日香健二 / ミドレンジャー
テレビ版と異なり関西弁で喋る。
大江戸博士
ゴレンジャーの強化スーツなどを開発したEGL（）の科学者。親友であった剛の父の遺志を継ぎ、ゴレンジャー総司令を務める。普段はカレーハウスゴンのマスターである。
剛の父
海城道場の師範。EGL関東ブロックの責任者であり、ゴレンジャーの結成に尽力していたが黒十字軍により暗殺される。
陽子
カレーハウスゴンのウエイトレスとして働く、剛の恋人。その正体はEGLメンバーであった。

## 『ひみつ戦隊ゴレンジャーごっこ』
本物の「ゴレンジャー」に憧れ、ゴレンジャーのコスプレをした5人の少年少女を主人公とするギャグ作品で、町内で悪さを行うイジワリさんばあ、ガキ十字軍と、ゴレンジャーメンバーとの対決がメインとなっている。路線変更後は、他の作家による連載も含めお色気描写が多く見られるようになった。
石ノ森原作の『がんばれ!!ロボコン』の主人公ロボコンが登場しており、ロボコンの口から漫画版のキャラクターのその後が語られるなど、同作の外伝としての面も持つ。
小学生時代に本作品の読者であった東映の白倉伸一郎は、この路線変更について石ノ森にとって『ゴレンジャー』はストーリーではなくごっこ遊びが本質であったのだということに衝撃を受け、実写ヒーローそのものが転換点に来ていることを突きつけられたと語っている。

### 登場人物（ごっこ）
アカ（アカレンジャー）
自宅は小林鮮魚店。ゴレンジャーのリーダーの少年。赤面恐怖症。女性の裸を見ると顔面大火傷となる。モモと好き合っている。
アオ（アオレンジャー）
青い目の外国人少年。スケ兵衛の全裸を見ても動じなかった（「最近の少年誌はもっとスゴイんだ」）が、バストでひっぱたかれた。
キ（キレンジャー）
自宅は大岩肉店。肥満体の少年。食欲の塊でスケ兵衛の全裸を見ても食べ物しか思い浮かべない。よくカレーハウスゴンでカレーを食べている。
モモ（モモレンジャー）
自宅はペギー洋品店。ショートカットの髪型の少しおマセな美少女。お色気担当でよくイジワリさんばあやガキ十字軍に脱がされ、上下ハート模様または白の下着姿やオールヌードにされる。スケ兵衛にはいきなり全裸にされモモ太郎コスチュームにさせられた。
ミドリ（ミドレンジャー）
自宅は平凡な家。年齢不詳、おそらく幼稚園児と思われる。言葉が乱れている。
イジワリさんばあ（胃痔割 産婆）
長い鼻、顎が前に尖った独身で一人さびしい老婆。イジワリさんばあに変身しては町内で悪事を働く。読者の声援にこたえてモモちゃんをいじめてみせてくれるサービス精神あり。神経痛が痛むため、自分の手足となって悪さをするガキ十字軍を結成するが、スケ兵衛にガキ十字軍を乗っ取られてしまい出番が激減する。
ガキ十字軍
イジワリさんばあによって結成されたワルガキ5人組。性格が悪く毒舌の少女（アカの相手）、他人を殴りたい少年（アオの相手）、動物虐待が好きな少年（キの相手）、モモレンジャーのヌードが見たい金持ち少年（モモの相手）、飼い犬に人を噛ませるのが好きな少年（ミドの相手）。後にスケ兵衛の傘下となる。
渡スケ兵衛（）
後半に登場した不良少女、モモと並ぶお色気要員の両巨頭。通称：どすけべえ。ゴレンジャーメンバーを次々に倒して登場。町内のスケ番でガキ十字軍を手下に従えゴレンジャーと対決するが、バスト101、ウエスト75.3、ヒップ93.1のダイナマイトボディで、しばしばゴレンジャーメンバーを返り討ちにしている。オンナの子は特に念入りにいじめるのが趣味のため、特にモモがこっぴどくいじめられる。弱点は写真を撮られること（いのちを吸い取られる）。扉絵のメインも飾る。
ロボコン
『がんばれ!!ロボコン』の主人公。戦闘の切り札として初登場し、しばらく登場が無かったがカレーハウスゴンのアルバイトとして再登場してからはモモやスケ兵衛のお色気現場によく居合せ、スケ兵衛のある部分の毛をゴキブリと見間違える。

## 他の作家による連載
小学館の学習雑誌などの他誌作品では、タイトルは『秘密戦隊ゴレンジャー』のまま連載が続けられたが、ストーリーは、同様にギャグマンガに路線変更された。
小学四年生（小学館）
1975年4月号から1976年3月号まで連載された。作画は1975年5月号まですがやみつる、1975年6月号からやまと虹一が担当した。
小学三年生（小学館）
1975年5月号から1977年3月号まで連載された。作画は1976年3月号まで土山よしき、1976年4月号からやまと虹一が担当した。
小学二年生（小学館）
1975年4月号から1977年3月号まで連載された。作画は細井雄二が担当した。
小学一年生（小学館）
1975年4月号から1977年3月号まで連載された。作画は山田ゴロが担当した。
幼稚園（小学館）
1975年4月号から1977年2月号まで連載された。作画は石川森彦が担当した。
テレビランド（徳間書店）
1975年4月号から1977年4月号まで連載された。作画は1976年2月号まで石川森彦、1976年3月号からやまと虹一が担当した。

## 単行本
双葉社版
1977年から1978年にかけてパワァ・コミックスで発売された。全5巻。
週刊少年サンデー版に小学五年生版の一部を併録している。第5巻には、『星の子チョビン』と『ボンボン』を収録している。
朝日ソノラマ版
1985年にサンワイドコミックスから発売された。全3巻。
メディアファクトリー版
1999年にShotaro worldとして『秘密戦隊ゴレンジャー』と『ひみつ戦隊ゴレンジャーごっこ』に分けて発売された。各全2巻。

### 他誌連載版の単行本
徳間書店版
1975年から1976年にかけてテレビランドコミックスで発売された。全3巻。
テレビランド版だけでなく、やまと虹一による小学四年生版も収録されている。